# Eric Maschwitz
Albert Eric Maschwitz (Birmingham, 10 juni 1901 – Ascot (Berkshire), 27 oktober 1969) was een Brits auteur, componist, scenarioschrijver en dramaticus. Hij maakte voor zijn werk als auteur gebruik van het pseudoniem Holt Marvell. In 1936 werd Maschwitz in de Orde van het Britse Rijk opgenomen. In 1940 werd hij samen met R.C. Sherriff en Claudine West genomineerd voor een Oscar voor het scenario van de film Goodbye, Mr. Chips.
Maschwitz schreef de musicals Balalaika, Zip Goes a Million en Love from Judy. Hij schreef ook filmmuziek, waaronder de liedjes "A Nightingale Sang in Berkeley Square" en (de tekst van) "These Foolish Things". Hij vervulde diverse bestuursfuncties bij de BBC en gaf in het begin van de jaren zestig opdracht tot de ontwikkeling van de sciencefictionserie Doctor Who. Maschwitz was van 1926 tot 1940 getrouwd met actrice Hermione Gingold.

## Filmografie (selectie)
- Goodnight, Vienna (1932, scenario)
- Goodbye, Mr. Chips (1939, scenario)
- Little Red Monkey (1955, scenario)